# Risk - blagorodnoe delo
Risk - blagorodnoe delo (Риск — благородное дело) è un film del 1977 diretto da Jakov Aleksandrovič Segel'.

## Trama
Il trentenne atleta di decathlon abbandona il grande sport e diventa uno stuntman al cinema.